# Nereis nigroaciculata
Nereis nigroaciculata är en ringmaskart som beskrevs av Holly 1935. Nereis nigroaciculata ingår i släktet Nereis och familjen Nereididae. Inga underarter finns listade i Catalogue of Life.